# Pero minetraria
Pero minetraria är en fjärilsart som beskrevs av Charles Oberthür 1912. Pero minetraria ingår i släktet Pero och familjen mätare. Inga underarter finns listade i Catalogue of Life.